# Робио
Робио (итал. Robbio) је насеље у Италији у округу Павија, региону Ломбардија.
Према процени из 2011. у насељу је живело 5995 становника. Насеље се налази на надморској висини од 121 м.

## Становништво
Према резултатима пописа становништва 2011. у општини је живело 6.164 становника.
| 1931. | 1936. | 1951. | 1961. | 1971. | 1981. | 1991. | 2001. | 2011. |
| ----- | ----- | ----- | ----- | ----- | ----- | ----- | ----- | ----- |
| 6.003 | 6.032 | 6.433 | 7.144 | 7.448 | 7.102 | 6.414 | 6.159 | 6.164 |